# Weatherall Bay
Weatherall Bay är en vik i Kanada.   Den ligger i territoriet Nunavut, i den norra delen av landet, 3 700 km nordväst om huvudstaden Ottawa.